# 2. Leib-Husaren-Regiment „Königin Viktoria von Preußen“ Nr. 2

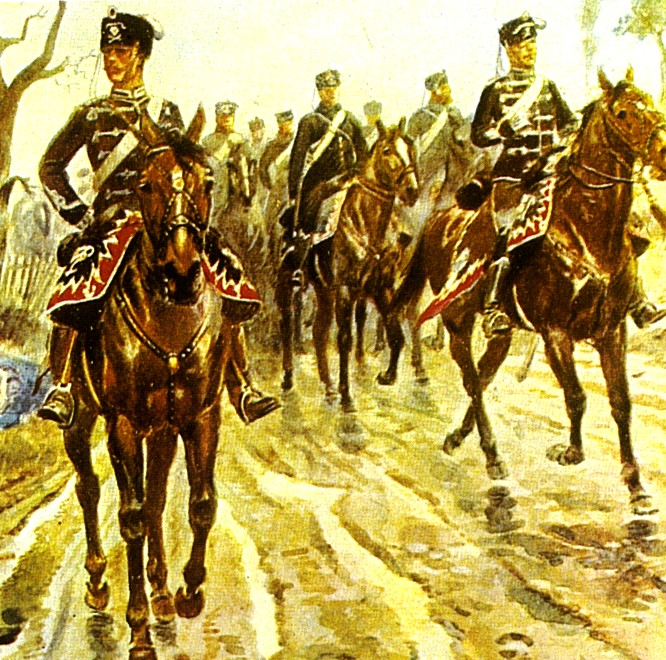
2. Leib-Husaren im Manöver (vor 1910)

Das 2. Leib-Husaren-Regiment „Königin Viktoria von Preußen“ Nr. 2 war ein Kavallerieverband in der Preußischen Armee in der Tradition des altpreußischen Husarenregimentes H 5. Es hatte keinen Gardestatus.

## Verbandszugehörigkeit

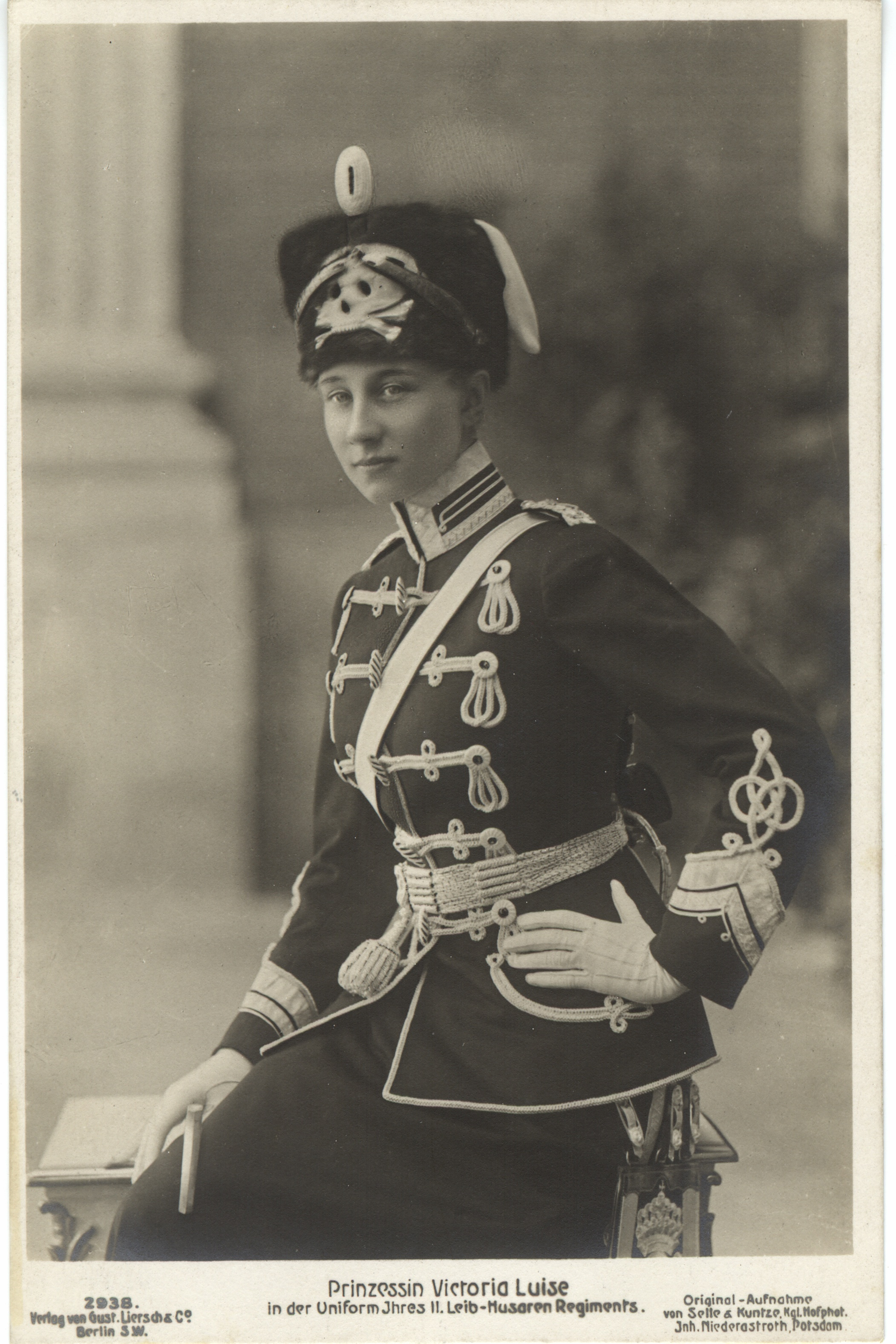
Viktoria Luise von Preußen in der Uniform der „Totenkopfhusaren“ des 2. Leib-Husaren-Regiments „Königin Viktoria von Preußen“ Nr. 2, dessen Regimentschef sie ab 1909 war.

XVII. Armee-Korps in Danzig – Kommandierender General: General der Kavallerie August von Mackensen
36. Division in Danzig – Kommandeur: Generalmajor Konstanz von Heineccius
Leibhusaren-Brigade in Danzig – Kommandeur: Generalmajor Eberhard von Schmettow
Regimentskommandeur: Oberstleutnant Edler Herr und Freiherr von Plotho
- Garnison: Danzig – Langfuhr
- Chef des Regiments: Prinzessin Viktoria Luise von Preußen
- Stiftungstag des Regiments: 9. August 1741.

## Geschichte

### Aufstellung
Mit Allerhöchster-Kabinetts-Order (A.K.O.) vom 9. August 1741 stiftete König Friedrich II. das fünfte Husaren-Regiment (H 5) der Preußischen Armee, welches zunächst die Bezeichnung Regiment schwartze Husaren erhielt. Als erster Chef des Regiments wurde Major von Mackroth bestimmt, diesen Namen führte die Einheit jedoch nicht. Bis zum 5. September waren fünf Eskadronen aufgestellt und die Orte Ohlau, Münsterberg, Grottkau und Strehlen als Garnisonen zugewiesen worden.

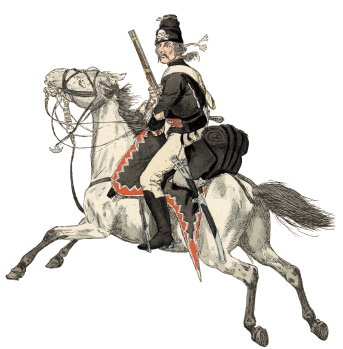
Ruesch-Husaren um 1756 (nach Richard Knötel Uniformkunde)

Erstmals mit dem zweiten Chef erhielt das Regiment, wie damals so üblich, dessen Namen zur Identifizierung und hieß von da an Husaren-Regiment „von Ruesch“. Mit jedem Wechsel des Chefs wurde auch der Regimentsname gewechselt, so hieß die Einheit:
- ab 9. Mai 1762 Husaren-Regiment „von Lossow“
- ab 18. Oktober 1783 Husaren-Regiment „von Hohenstock“
- ab 23. Mai 1788 Husaren-Regiment „von Göckingk“
- ab 29. Dezember 1794 Husaren-Regiment „von Suter“
- ab 1804 Husaren-Regiment „von Prittwitz“

### Teilung
Mit A.K.O. vom 20. Dezember 1808 wurde das Regiment geteilt und aus ihm das 1. Leib-Husaren-Regiment in Goldap und das 2. Leib-Husaren-Regiment in Preußisch Stargard gebildet. Chef der beiden, stets eng miteinander verbundenen Regimenter, blieb vorläufig General von Prittwitz. Am 23. und 24. November 1817 bezogen die 2. Leib-Husaren die ihnen zugewiesenen Garnisonen. Im Herbst 1852 verlegte man das Regiment nach Lissa und Posen, wo es am 7. Mai 1861 in 2. Leib-Husaren-Regiment Nr. 2 umbenannt wurde. Mit dem 1. April 1886 zog man dann das gesamte Regiment in Posen zusammen, dort erhielt es am 22. März 1888 den Namen 2. Leib-Husaren-Regiment „Kaiserin“ Nr. 2.
Nach Vereinigung der beiden Leib-Husaren-Regimenter zur Leibhusaren-Brigade wies man diesem am 14. September 1901 die neue Kaserne in Danzig-Langfuhr als Garnison zu. Gleichzeitig wurde das 2. Leib-Husaren-Regiment „Kaiserin“ Nr. 2 zum letzten Mal umbenannt und führte von da an die endgültige Bezeichnung 2. Leib-Husaren-Regiment „Königin Viktoria von Preußen“ Nr. 2.

### Feldzüge und Kampfhandlungen

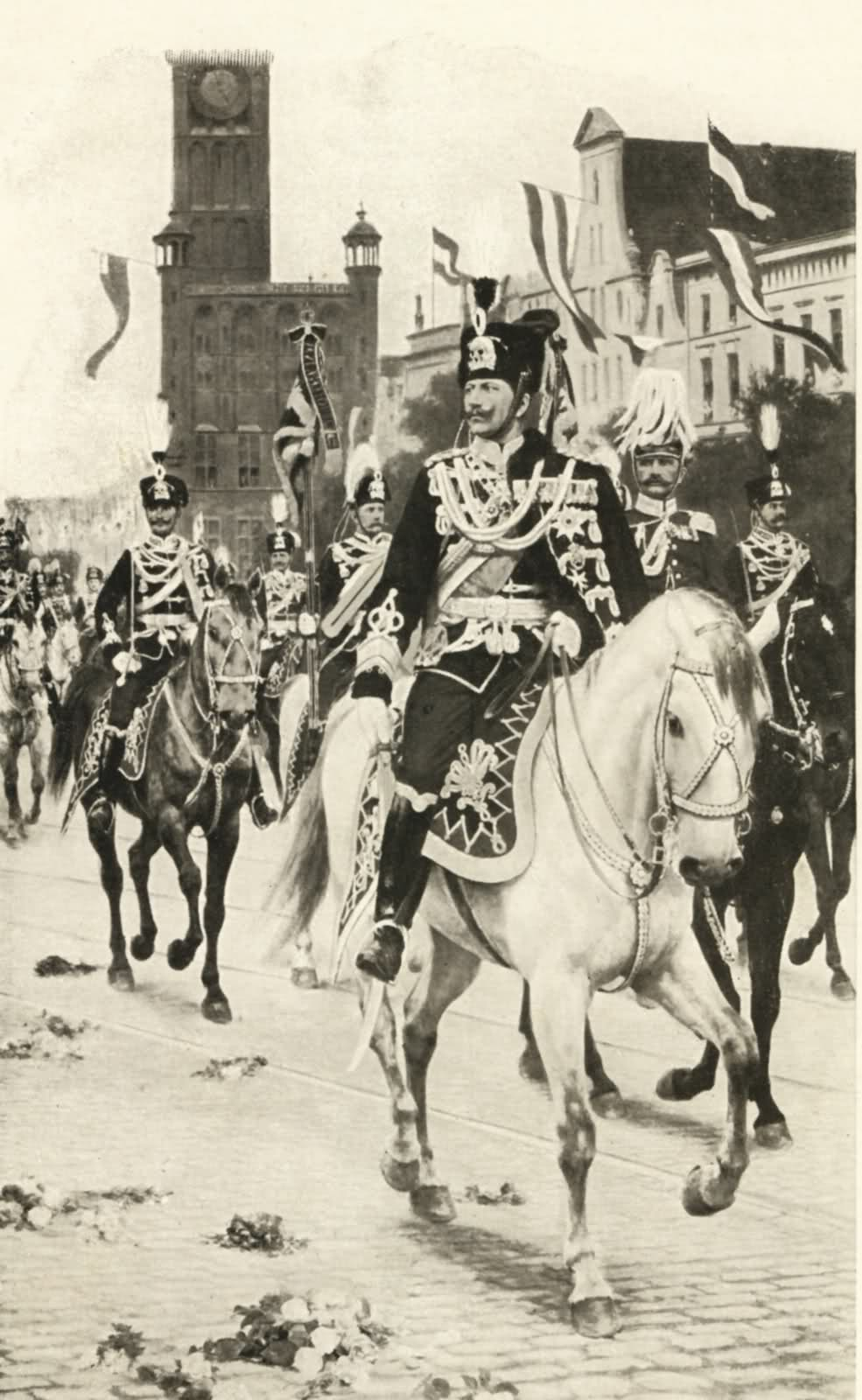
Am 15. September 1901 überführt Kaiser Wilhelm II das 2. Leibhusaren-Regiment „Königin Viktoria von Preußen“ in seine neue Garnison Danzig-Langfuhr. Zur Seite des Kaisers ritt der damalige Oberst August von Mackensen

Das Husaren-Regiment „von Ruesch“ kämpfte 1744 im Zweiten Schlesischen Krieg erfolgreich in Böhmen bei Smatschna und Moldauthain. Mit der von General von Zieten geführten Reiterattacke von 22 Eskadronen Husaren wurde am 23. November 1745 bei Katholisch-Hennersdorf ein sächsischer Heeresverband aufgerieben. Für die erwiesenen Tapferkeit verlieh Friedrich II. den schwartzen Husaren die erbeuteten Pauken, die vom Regiment bis 1918 geführt wurden.
Im Siebenjährigen Krieg (Dritter Schlesischer Krieg) attackierte das Regiment am 25. August 1758 in der Schlacht bei Zorndorf.
Im Bayerischen Erbfolgekrieg 1778/79 waren die Husaren nur im Vorposten und Aufklärungsdienst verwendet worden.
Im Befreiungskrieg 1813/14 kämpften die Husaren bei Großgörschen, an der Katzbach, bei Möckern, bei Laon und vor Paris. In der Nacht zum 1. Januar 1814 setzte das Regiment als erste Kavallerie-Einheit unter Feldmarschall Blücher bei Kaub über den Rhein. Nach der Abdankung Napoleons zog die Einheit mit den siegreichen Truppen am 14. August 1814 in Paris ein.
Während der Unruhen in Polen in den Jahren 1830, 1848 und 1863/64 stand das Regiment jeweils als Sicherung an der preußisch-russischen Grenze.
Im Krieg gegen Österreich von 1866 kämpfte das Regiment in Böhmen und nahm am 3. Juli 1866 an der Schlacht bei Königgrätz teil.
Der Deutsch-Französische Krieg sah die Leibhusaren in der Schlacht bei Weißenburg, bei Hagenau, Wörth und der Schlacht bei Sedan gegen die Truppen des Kaisers Napoleon III. mit anschließender Verlegung zur Süd-Armee in der Gegend von Orléans. Am 18. Juni 1871 kehrte das Regiment in seine Heimatgarnison zurück.
Zu Beginn des Ersten Weltkrieges rückte das Regiment am 3. August 1914 mit seinem Schwesterregiment (1. Leib-Husaren-Regiment), mit dem es während des ganzen Krieges im Verband der Leibhusaren-Brigade bleiben sollte, an die Westfront aus. Die Husaren nahmen an der Marneschlacht und den Kämpfen um Arras teil und wurden im Herbst 1914 an die Ostfront verlegt. Hier kämpften sie zunächst in Galizien und in der Schlacht um Riga und waren an der Besetzung der Inseln Oesel und Dagö beteiligt. Zur Unterstützung der Unabhängigkeitsbestrebungen wurde die Brigade 1917 nach Finnland geschickt. Nach dem Friedensvertrag von Brest-Litowsk mit Sowjetrussland vom 3. März 1918 verblieben die Einheiten als Besatzungstruppen in den russischen Gebieten. Im Januar 1919 kehrten die Leib-Husaren nach Danzig zurück, wo im Frühjahr die Demobilisierung begann und das Regiment aufgelöst wurde.
Bis Kriegsende hatte das 2. Leib-Husaren-Regiment Nr. 2 den Kavalleriestatus behalten.
Die Tradition führte in der Reichswehr die 2. Eskadron des 5. (Preußisches) Reiter-Regiments in Belgard fort.

## Kommandeure
| Dienstgrad                  | Name                                          | Datum                                                               |
| --------------------------- | --------------------------------------------- | ------------------------------------------------------------------- |
| Oberstleutnant              | Karl Anton Stephan Paul von La Roche-Aymon    | 1808                                                                |
| Oberstleutnant              | Dietrich Christoph Gotthold von Cosel         | 1810                                                                |
| Major                       | Georg Friedrich von Kall                      | 27. März bis 5. Mai 1813                                            |
| Oberst                      | Otto von Stössel                              | 19. Mai 1813 bis 9. September 1818                                  |
| Major                       | Franz Satorius von Schwanenfeld               | 1818                                                                |
| Oberstleutnant/Oberst       | August von Hedemann                           | 29. November 1821 bis 29. März 1829                                 |
| Oberstleutnant              | Gustav von Münster-Meinhövel                  | 30. März 1829 bis 29. März 1830 (mit der Führung beauftragt)        |
| Oberstleutnant              | Wilhelm zu Eulenburg                          | 18. April 1830 bis 22. April 1831 (mit der Führung beauftragt)      |
| Oberstleutnant/Oberst       | Wilhelm zu Eulenburg                          | 23. April 1831 bis 17. März 1839                                    |
| Oberstleutnant              | Konrad von Zedlitz-Neukirch                   | 30. März 1839                                                       |
| Oberstleutnant              | Ferdinand von Kaphengst                       | 07. April 1842 bis 9. Januar 1843 (mit der Führung beauftragt)      |
| Oberstleutnant              | Ferdinand von Kaphengst                       | 10. Januar 1843 bis 29. März 1844                                   |
| Oberst                      | August von Lüttichau                          | 30. März 1844                                                       |
| Oberst                      | Otto Schimmelpfennig von der Oye              | 02. Januar 1848                                                     |
| Oberst                      | Hugo von Wrschowetz-Sekerka von Sedczicz      | 30. Juni 1855                                                       |
| Major/Oberstleutnant/Oberst | Eduard Moritz Flies                           | 08. Januar 1857 bis 20. Juni 1859                                   |
| Major                       | Bernhard von Lindern                          | 20. Juni 1859 bis 23. Juli 1861 (mit der Führung beauftragt)        |
| Major/Oberstleutnant        | Bernhard von Lindern                          | 24. Juli 1861 bis 3. September 1864                                 |
| Oberstleutnant              | Theodor von Schauroth                         | 04. September 1864 bis 17. April 1865 (mit der Führung beauftragt)  |
| Oberstleutnant/Oberst       | Theodor von Schauroth                         | 18. April 1865 bis 6. Januar 1871                                   |
| Oberstleutnant              | Friedrich von Winterfeldt                     | 18. Januar 1871 bis 14. Dezember 1873                               |
| Oberstleutnant              | Paul Detmering                                | 17. Dezember 1873 bis 16. Februar 1874 (mit der Führung beauftragt) |
| Oberstleutnant/Oberst       | Paul Detmering                                | 17. Februar 1874 bis 13. März 1882                                  |
| Oberstleutnant/Oberst       | Ferdinand von Stein-Liebenstein zu Barchfeld  | 14. März 1882 bis 14. Januar 1887                                   |
| Oberstleutnant/Oberst       | Willy von Haeseler                            | 15. Januar 1887 bis 15. Juni 1891                                   |
| Oberstleutnant              | August von Bassewitz                          | 16. Juni 1891 bis 16. Juni 1893                                     |
| Major                       | Karl von Sponeck                              | 17. Juni 1893 bis 17. Oktober 1897                                  |
| Major/Oberstleutnant/Oberst | Konrad von der Schulenburg                    | 18. Oktober 1897 bis 11. September 1902                             |
| Oberstleutnant/Oberst       | Friedrich Wilhelm von Pfeil und Klein-Ellguth | 12. September 1902 bis 1. Juli 1908                                 |
| Oberst                      | Adolf Krahmer                                 | 02. Juli 1908 bis 21. April 1912                                    |
| Oberst                      | Gebhard von Plotho                            | 22. April 1912 bis 11. Mai 1917                                     |
| Major                       | Hasso von Bredow                              | 12. Mai 1917                                                        |

## Uniform
Dolman (1853 ersetzt durch Attila) und Pelz des Vorgängerregiments von Ruesch waren anfangs durchgehend schwarz, Brust und Ärmelaufschläge weiß verschnürt. Später der Dolman mit rotem Kragen und roten Ärmelaufschlägen. Dazu eine weiß-rote Knotenschärpe. Auf der Flügelkappe vorn ein weißer Totenkopf auf gekreuzten Knochen. Die Schabracken mit rot gezacktem Rand.
Nach der Reorganisation und Teilung in zwei Leibhusaren-Regimenter 1808 behielten beide Regimenter die Farbgebung der bisherigen Uniformierung und Ausrüstung nahezu unverändert bei. Indes führte das 1. Regiment nun weiße Achselklappen, das 2. Regiment rote. Außerdem jetzt ein schwarzer Tschako mit weißem Totenkopfmotiv. Seit 1815 führten beide Regimenter, statt der Achselklappen, jetzt Schulterschnüre wie die übrigen preußischen Husarenregimenter. Gleichzeitig erhielt das 2. Regiment einen schwarzen Kragen.
1832 nahmen bei allen preußischen Husarenregimentern die Kragen und Aufschläge die Farbe des Dolmans an. Zur Unterscheidung erhielten die 2. Leibhusaren nun blaue Tschakos, wie gehabt mit Totenkopfemblem. Die Offiziere seit 1836 silberne, statt kamelgarnene, Verschnürung. 1843 neusilberne, statt weiße Totenköpfe.
1843 erhielten das Garde- und 3. Regiment hohe, schwarze Mützen aus Seehundspelz, alle übrigen trugen zunächst schwarze Flügelmützen. 1850 wurden die schwarzen Pelzmützen für alle preußischen Husarenregimenter Vorschrift. Die Offiziersversion war jedoch aus dunkelbraunem Otternfell, seit 1912 aus hellgrauem Opossum. Die Pelzmütze ab 1865 deutlich niedriger. Der Kolpak bei den 1. Leibhusaren ponceaurot, bei den 2. Leibhusaren weiß. Seit 1860 ein weißes Metall-Bandeau oberhalb des Totenkopfs.
1853, mit Einführung der Attila, entfiel bei allen preußischen Husaren der Pelz, mit Ausnahme der Gardehusaren. Der Pelz wurde erst Jahrzehnte später und nur bei einigen Regimentern wieder eingeführt, so 1895 bei den 1. Leibhusaren, 1896 bei den 2. Leibhusaren.
Der Besatzstreifen der Tuchmütze (Schirmmütze bzw. Krätzchen für Mannschaften) war ponceaurot, bei den 2. Leibhusaren schwarz (weiß eingefasst). Der Totenkopf in stark verkleinerter Form zwischen dem Besatzstreifen und der oberen Kokarde angebracht. Die Landeskokarde weiß-schwarz, ebenso die Flagge der 1890 reichsweit bei der Kavallerie eingeführten Lanze.
Zum Ursprung der schwarzen Farbgebung der Uniform fehlen gesicherten Angaben, doch sind zwei Erklärungsvarianten überliefert:
a) sollen für die Uniformierung des neuen Regiments die Ballen schwarzen Stoffes verwendet worden sein, mit dem man 1740 anlässlich der Trauerfeierlichkeiten für König Friedrich Wilhelm I. das Potsdamer Schloss ausgekleidet hatte.
b) die Kosten zur Errichtung des Regiments aus Strafgeldern und Waren des Klosters Leubus (Schlesien) aufgebracht worden sein. Die Mönche des Klosters hatten 1740 mit den Österreichern paktiert und sollten so bestraft werden. In diesem Kloster wurden vorwiegend schwarze Stoffe mit weißen Totenköpfen zur Verwendung als Bahrtücher hergestellt.
Da Preußen als nicht sehr reiches Land bei der Erstellung neuer Truppenkörper erwiesenermaßen oftmals improvisiert hat, sind beide Variationen nicht gänzlich unmöglich, letztere scheint jedoch der Wahrscheinlichkeit näher zu kommen.
Bereits mit A.K.O. vom 14. Februar 1907 befohlen und ab 1909/1910 schrittweise eingeführt, wurde anlässlich des Kaisermanövers 1913 die bunte Uniform erstmals durch die feldgraue Felddienstuniform (M 1910) ersetzt. Diese glich vollkommen der Friedensuniform, die Verschnürungen waren jedoch in Grau gehalten. Das Lederzeug und die Stiefel waren naturbraun, die Pelzmütze erhielt einen schilffarbigen Stoffüberzug. Das Bandelier und die Kartusche wurden zu dieser Uniform nicht mehr angelegt.
Das Regiment war mit Rappen ausgestattet.

## Totenkopfhusaren
Wegen des an den Pelz- und Tuchmützen getragenen Totenkopfes war Totenkopfhusaren eine populäre Bezeichnung des 1. und 2. Leibhusarenregiments in Danzig (Langfuhr). Nachdem 1883 auch das Braunschweigische Husaren-Regiment Nr. 17 die Erlaubnis zur „Wiederanbringung“ des Totenkopfsymbols in Erinnerung an die Schwarze Schar erhalten hatte, ging die Bezeichnung auch auf jene über. Das Totenkopfsymbol signalisierte seit dem 18. Jahrhundert, dass sie weder Pardon nehmen noch geben würden.
Der preußische Totenkopf unterschied sich in mehreren Punkten von seinem Braunschweiger Gegenstück. Auffällig war vor allem, dass der preußische Schädel im Halbprofil dargestellt war und nach heraldisch rechts blickte, während der Braunschweiger Schädel eine Frontalansicht zeigte.
Die Totenkopfhusaren waren nicht zu verwechseln mit den Der ganze Tod genannten Belling’schen Husaren. Diese führten auf der Flügelkappe ein vollständiges Skelett, das auf dem Schriftzug vincere, aut mori („siegen oder sterben“) hockte.